# Vries
Pour les patronymes, voir De Vries.
Vries est un village néerlandais de la commune de Tynaarlo, dont il abrite le siège administratif, situé dans la province de Drenthe. Le 1er janvier 2020, la population s'élevait à 4 060 habitants.

## Géographie
Le village est situé à 8 km au nord d'Assen.

## Histoire
Vries était une commune avant le 1er janvier 1998, date à laquelle elle a fusionné avec les communes d'Eelde et de Zuidlaren pour former une nouvelle commune appelée initialement Zuidlaren mais rebaptisée Tynaarlo en 2000.
Les services municipaux demeurent dispersés sur les différents sites des anciennes communes avant d'être regroupés dans la nouvelle mairie inaugurée le 7 mai 2004 à Vries.

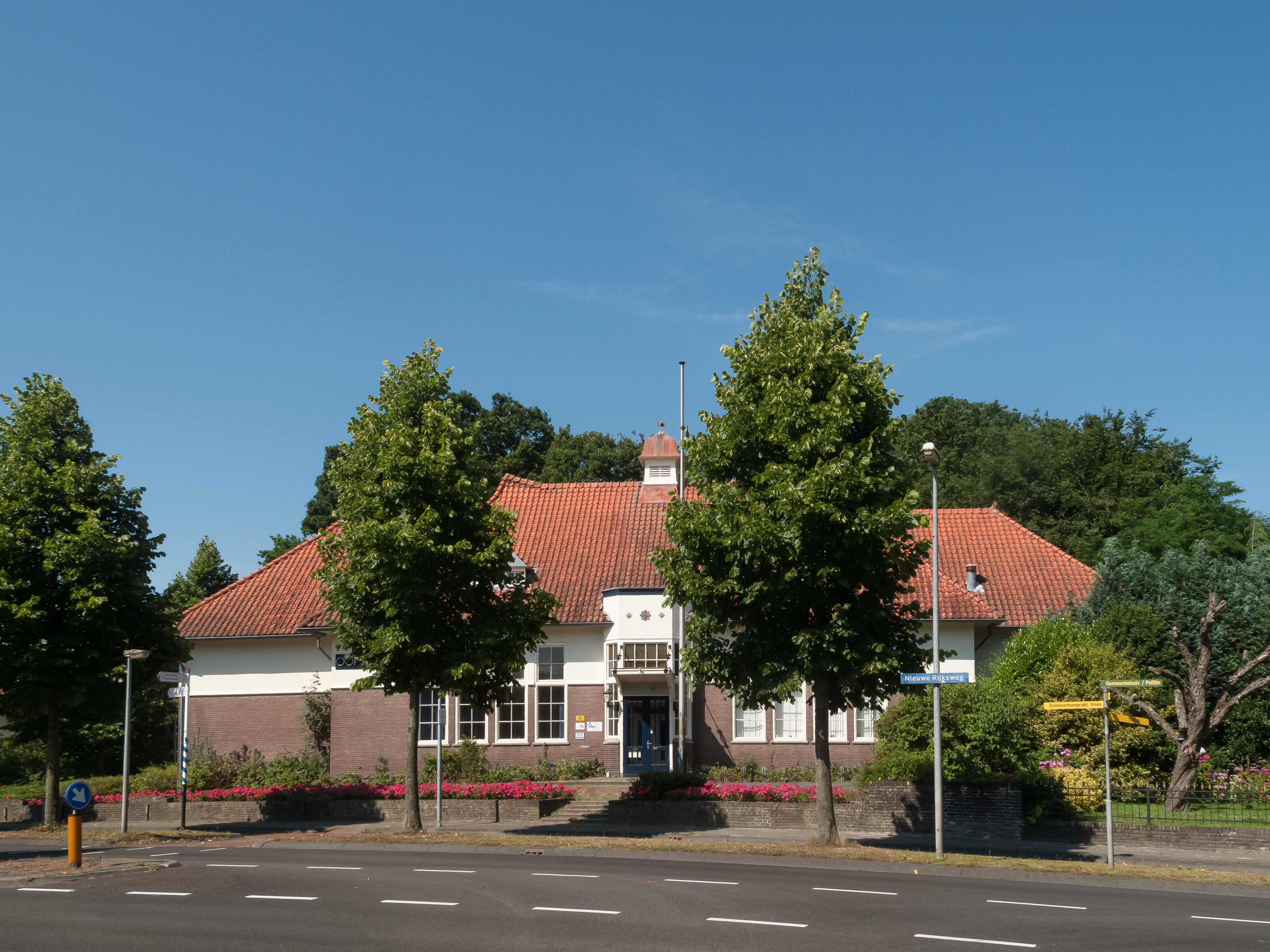
Le centre social.